# Uroctea septemnotata
Uroctea septemnotata är en spindelart som beskrevs av Tucker 1920. Uroctea septemnotata ingår i släktet Uroctea och familjen Oecobiidae. Inga underarter finns listade i Catalogue of Life.